# Aulonemia radiata
Aulonemia radiata là một loài thực vật có hoa trong họ Hòa thảo. Loài này được (Rupr.) McClure & L.B.Sm. mô tả khoa học đầu tiên năm 1967.